# Корчів
Корчі́в — село в Україні, у Шептицькому районі Львівської області.

## Назва
За роки радянської влади село в документах називали «Корчівка». 1989 р. селу повернули історичну назву.

## Географічні дані
Населення становить 397 осіб. Орган місцевого самоврядування — Корчівська сільська рада. Адміністративний центр ради — село Корчів .
Водоймища на території, підпорядкованій даній раді: річка Солокія.
Сільській раді підпорядковані населені пункти:
- с. Корчів
- с. Стаївка

## Історія
1460 року вперше згадується православна церква в селі.
Село належало до Равського повіту. На 01.01.1939 в селі проживало 1510 мешканців, з них 900 українців-грекокатоликів, 470 українців-римокатоликів, 50 поляків, 60 польських колоністів міжвоєнного періоду, 10 євреїв.
Після Другої світової війни село опинилося у складі Польщі. 16-30 червня 1947 року під час операції «Вісла» польська армія виселила з Корчова на щойно приєднані до Польщі північно-західні терени 165 українців. У селі залишилося 99 поляків.
За радянсько-польським обміном територіями 15 лютого 1951 року село передане до УРСР, а частина польського населення переселена до Нижньо-Устрицького району, включеного до складу ПНР.

## Населення

### Мова
Розподіл населення за рідною мовою за даними перепису 2001 року:
| Мова       | Кількість | Відсоток |
| ---------- | --------- | -------- |
| українська | 447       | 99.78%   |
| російська  | 1         | 0.22%    |
| Усього     | 448       | 100%     |

## Транспорт
Корчі́в — пасажирська зупинна залізнична платформа Львівської дирекції Львівської залізниці.Через село проходить залізниця, станція Корчів
Розташована у с. Корчів Шептицького району Львівської області на лінії Рава-Руська — Червоноград між станціями Белз (14 км) та Угнів (8 км).
Станом на грудень 2016 р. на платформі зупиняються приміські поїзди.

## Відомі люди
- У Корчеві народився Матвій Яворський (1885—1937) — український історик і політичний діяч.